# Lengyel sétány
A Lengyel sétány közterület Budapest X. kerületében, a Népligetben. Kb. 500 méter hosszú. A Hungária körút–Vajda Péter utca találkozásánál indul, s a Trautmann Róbert sétányba torkollik. Nyomvonala kezdetben kettős U-alakot formáz, majd egyenesben folytatódik. A sétány hivatalosan elfogadott utcanév, bár épület nem áll rajta.

## Elnevezése
A Nyáry Albert, Miklóssi Ferdinánd Leó, Palóczi Edgár és mások vezette magyarországi lengyel szervezetek számos kezdeményezést valósítottak meg az 1920-as, 1930-as években a lengyel–magyar kapcsolatok fejlesztése érdekében. Céljuk az volt, hogy a Trianon után elszigetelődött Magyarország számára megnyerjék Lengyelország figyelmét és barátságát. Kulturális, üzleti és politikai szervezeteket hoztak létre (pl. Magyar–Lengyel Egyesület, Magyar Mickiewicz Társaság), s e szervezetek aztán jelentős programokat valósítottak meg: könyveket adtak ki, ünnepségeket és találkozókat szerveztek, s jó néhány köztéri szobor is nekik köszönhető (budapesti Bem-szobor, salgótarjáni és zuglói Báthory-szobor).
1935-ben az ő kezdeményezésükre jelölték ki a parkban a Lengyel sétány útvonalát. A helyszínválasztást az indokolhatta, hogy Kőbányán hagyományosan sok lengyel élt, akik az itteni gyárakban kaptak munkát, s az évtized elején még saját nemzetiségi templomot is emeltek maguknak a kerületben.

## Közösségi közlekedés
Közösségi közlekedés a Lengyel sétányon – jellegéből adódóan – nincs, ugyanakkor BKV-járatokkal közvetlenül elérhető:
- Villamos: 1, 1A
- Nappali autóbusz: 99
- Éjszakai autóbusz: 901, 918

## Látnivalók
Itt állították fel 1935-ben a Lengyel légionisták emlékművét. A szobor a sétány közepén kapott helyet. Mészkőből készült, összesen 6 méter magas, Pankotai Farkas Béla szobrász alkotása. Az 1848/49-es szabadságharcban részt vevő lengyel katonáknak, valamint az első világháború idején és az azt követő lengyel–szovjet háborúban harcoló légionistáknak állít emléket, akik között sok magyar is volt. Nyáry és Miklóssi korábban részt vettek magyar légionisták toborzásában, s a légiók nemzetközi szervezeteivel is tartották a kapcsolatot.
Kezdetben azt tervezték, hogy olyan felvonulási teret alakítanak ki a sétányon, amely nagy létszámú rendezvények megtartását is lehetővé teszi. Ezt a funkcióját mára elvesztette az emlékmű.
Egy elképzelés szerint itt kapott volna helyet a később Zuglóban felállított Báthory-szobor is. A tervet a gróf Széchenyi Károly vezette Magyar–Lengyel Szövetség ellenezte, mondván, hogy „a Népliget publikuma és az egész környezet esztétikai szempontból nem biztosít történelmi miliőt.”

## Külső hivatkozások
- Mi köze a lengyeleknek a Népligethez?
- Lengyel légionisták emlékműve kozterkep.hu
- Varga E. László: Magyarok a lengyel légiókban epa.oszk.hu